# A Ditadura Derrotada
A Ditadura Derrotada (1971—1974) é o primeiro volume da série O Sacerdote e o Feiticeiro  sobre a ditadura militar no Brasil, escrito pelo jornalista Elio Gaspari. São narrados fatos sobre a formação do governo de Ernesto Geisel (o Sacerdote) e Golbery do Couto e Silva (o Feiticeiro) e a articulação que os levou ao poder até as eleições de 1974: o primeiro, como presidente da República; o segundo como chefe do Casa Civil.

## Ligação externa
- IstoÉ Cultura — "O sacerdote e o feiticeiro — A ditadura derrotada, de Elio Gaspari, revela segredos da convivência política entre Ernesto Geisel e Golbery do Couto e Silva"